# واسم بروتين
الواسمات البروتينية (بالإنجليزية: Protein tags)‏ هي تسلسلات ببتيدية تُدرج عادة في بروتين مأشوب. هذه الواسمات قابلة للإزالة بواسطة عوامل كيميائية أو إنزيمات مثل: تحلل البروتين أو تضفير إنتئين، تُربط الواسمات بالبروتينات لأغراض مختلفة.
تُضاف واسمات الألفة إلى البروتينات للتَّمكُن من تنقيتها من مصادر الخام البيولوجية الخاصة بها باستخدام إحدى تقنيات الألفة ومن هذه الواسمات: البروتين المرتبط بالكيتين (CBP)، البروتين المرتبط بالمالتوز (MBP)، واسم Strep، وناقلة-S-غلوتاثيون (GST). واسم عديد الهستيدين هو واسم شائع الاستخدام، يرتبط بمصفوفات فلزية. تُستخدم الواسمات المذيبة خاصة مع البروتينات المأشوبة المعبر عنها لدى الكائنات التي تعوز الشابرونات مثل: الإشريكية القولونية، للمساعدة في التطوي الصحيح للبروتينات والحيلولة دون ترسبها، ومن الأمثلة عليها تيوريديكسون (TRX) وعديد الـ(NANP). تقوم بعض واسمات الألفة بدور ثاني وهو التصرف كعامل إذابة ومن هذه الواسمات: MBP وGST.
تُستخدم واسمات الاستشراب لتغيير الخصائص الإستشرابية للبروتين لكي يتحمل تمايزات مختلفة عبر تقنية فصلٍ محددةٍ، وغالبا ما تتكون من أحماض أمينية عديدة الأنيون مثل وسم فلاج. واسمات الحاتمة عبارة عن سلاسل ببتيدية قصيرة تُختار لأنه بالإمكان إنتاج الأجسام المضادة عالية الألفة لدى العديد من الكائنات المختلفة، وتُشتق هذه الواسمات عادة من جينات فيروسية وهو ما يفسر تفاعلها المناعي العالي. تشمل واسمات الحاتمة: واسم-V5، واسم-Myc، واسم-HA، واسم-Spot وواسم-NE. وهي مفيدة بشكل خاص في تجارب لطخة ويسترن، التألق المناعي والترسيب المناعي، كما يمكن استخدامها في تنقية الأجسام المضادة.
تُستخدم الواسمات الفلورية لإعطاء قراءة توهجية للبروتينات. البروتينات الفلورية الخضراء ومغايراتها هي أكثر الواسمات الفلورية استخداما، ومن التطبيقات المتقدمة لها استخدامها كمُبلِّغِ تطوٍّ (حيث تتلون إذا تطوت وتبقى عديمة اللون إن لم تتطوى).
قد تسمح واسمات البروتين بتعديلات إنزيمية محددة (مثل البيتنة بواسطة ليغاز البيوتين) أو تعديلات كيميائية (مثل التفاعل مع FlAsH-EDT2 من أجل تصويرٍ فلوري). غالبا ما تُدرج عدة واسمات معا في سبيل وصل البروتينات بعدة مركبات أخرى، لكن مع إضافة كل واسم يتولد خطر إبطال وتعريض الوظيفة الطبيعية للبروتين للتغيير بسبب تآثراته مع الواسم، وعليه بعد التنقية تُزال الواسمات في بعض الأحيان بواسطة مُحللات بروتينية خاصة (مثل بروتياز TEV، ثرومبين، العامل العاشر والإنتيروببتيداز).